# 모스크

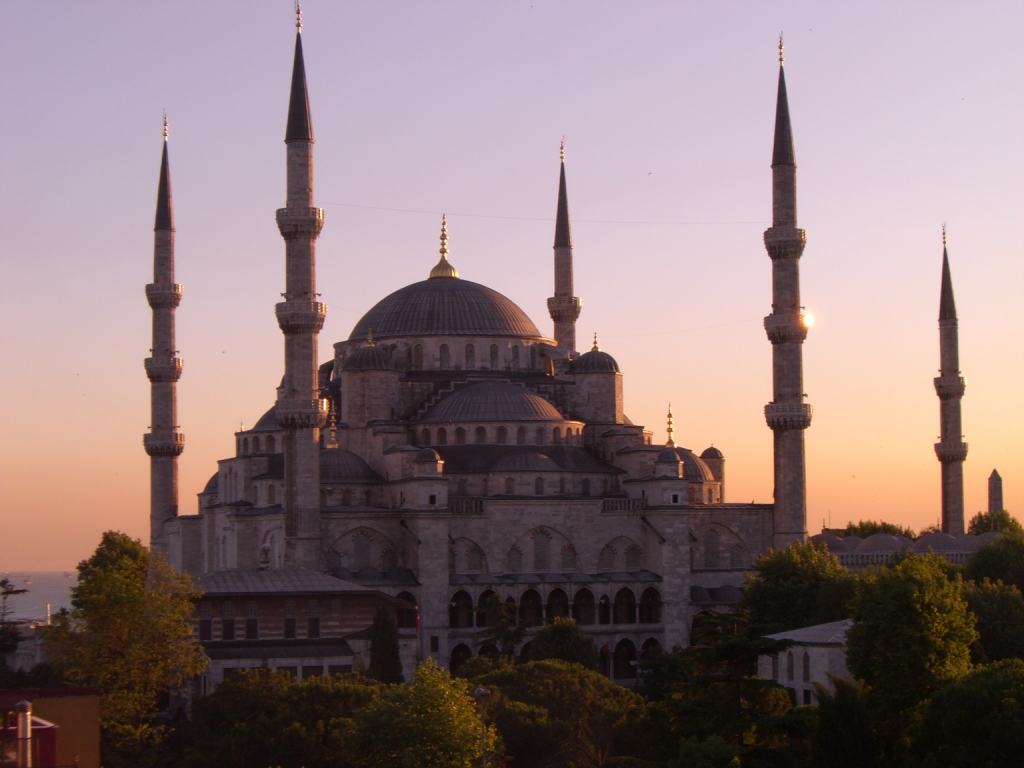
이스탄불의 술탄 아흐메트 모스크

모스크(아랍어: مسجد, 마스지드)는 이슬람교의 예배 및 집회 장소로 한국어로는 성원(聖院), 중국어로는 청진사(중국어: 淸眞寺)라고 번역한다. 모스크는 돔과 건물을 둘러싼 미너렛이라 불리는 첨탑이 특징적이다. 벽면은 불교의 탱화나 기독교의 성화, 스테인드글라스와 달리 쿠란의 구절이나 아라베스크 무늬로 장식한다. 이는 이슬람교가 무함마드의 초상화 등 종교에 관련된 그림을 금지했기 때문이다.

## 역사
오늘날의 모스크는 웅장한 입구와 높은 첨탑을 자랑한다. 그러나 아라비아 반도에 최초로 지어진 세 곳의 모스크는 보다 단순한 형태를 취하고 있었다. 모스크의 모습과 건축 기술은 이슬람교와 함께 지난 1천 년 동안 진화하여 왔다.

### 확산과 진화
무슬림이 아라비아 반도를 넘어 세계로 퍼져나가게 됨에 따라 모스크 역시 세계 곳곳에 지어졌다. 640년 아랍인에 의해 이집트에 이슬람교가 전파되면서 수도 카이로에는 수많은 모스크가 세워졌다. 이 때문에 카이로는 "천 개의 첨탑이 있는 도시"라는 별칭을 갖게 되었다. 이집트의 모스크는 이슬람 학교인 마드라사의 역할을 겸했는데 이는 다른 곳의 모스크가 병원이나 무덤의 역할을 하였던 것과 대비된다.
시칠리아와 에스파냐의 모스크는 서고트족의 건축술 뿐만 아니라 무어인의 기술이 반영되어 있다.
중국에 세워진 최초의 모스크는 8세기경 시안시에 세워진 시안 대청진사이다. 중국의 모스크는 중국식 건축 기술을 받아들여 탑과 같은 모습을 지녔으며 다른 곳의 모스크와 달리 첨탑이 없고 지붕에 녹색 기와를 얹혔다. 이는 돔으로 된 전형적인 모스크와는 사뭇 다른 모습이다.
15세기 이슬람은 인도네시아와 자와섬에 전파되었다. 이슬람교는 이 지역의 기존 종교인 힌두교, 불교와 문화적 영향을 주고 받았으며 인도네시아 양식 또는 자와 양식의 독특한 모스크가 만들어지게 되었다. 이 시기 자와섬의 모스크는 힌두교, 불교, 중국의 건축 양식으로부터 영향을 받았다. 인도네시아의 모스크는 19세기까지도 돔이 없었으며 힌두 사원과 같은 다층 구조의 지붕으로 설계되었다. 발리 섬의 모스크는 오늘날에도 여전히 이러한 모양을 간직하고 있다. 1474년 지어진 인도네시아 데막의 마스지드 아궁 데막과 같은 모스크가 대표적이다.
인도에서는 16세기부터 17세기에 걸쳐 무굴 제국의 모스크가 세워졌다. 델리의 자마 마스지드가 유명하다.

## 갤러리

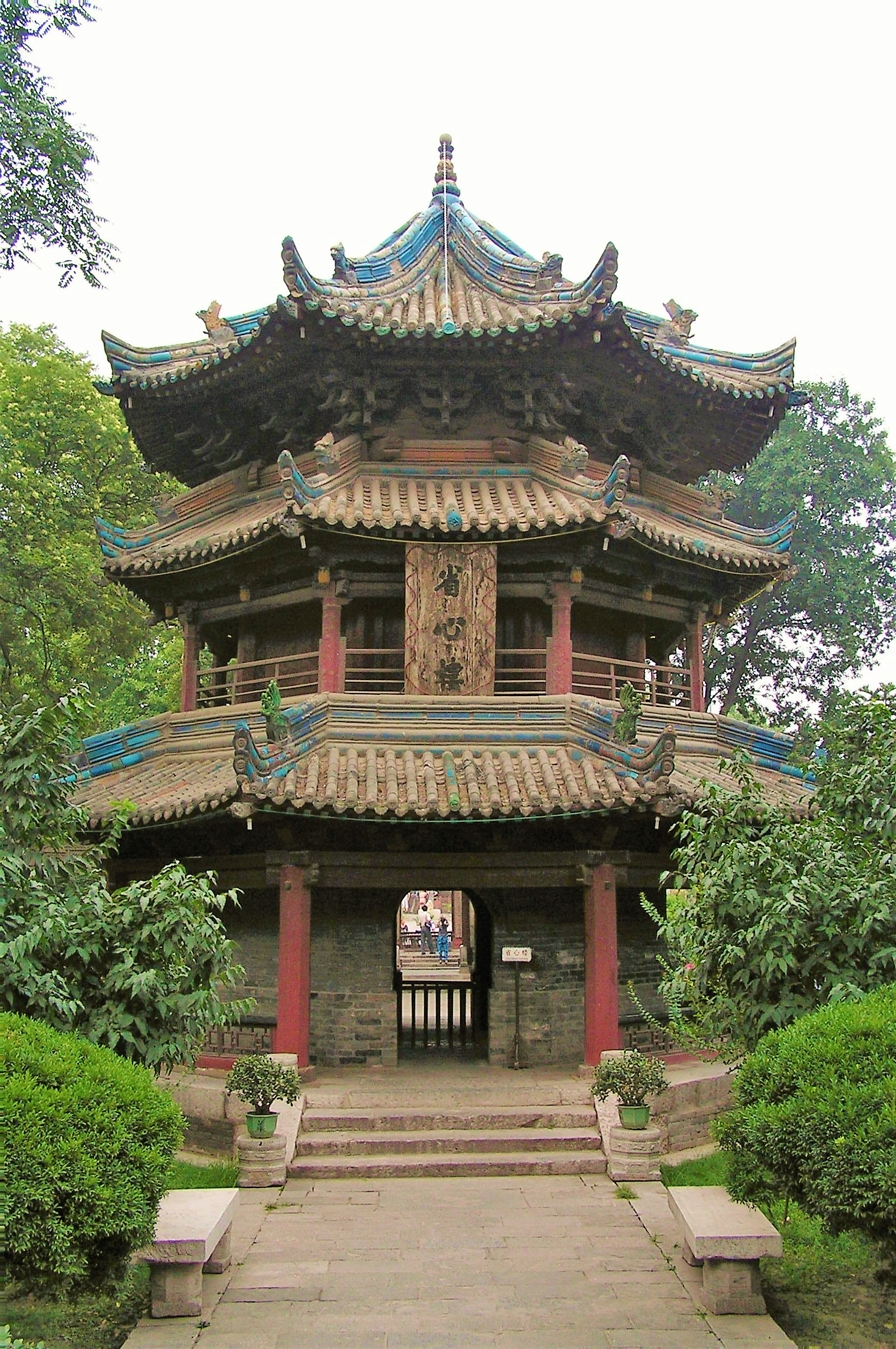
중국 시안의 대청진사
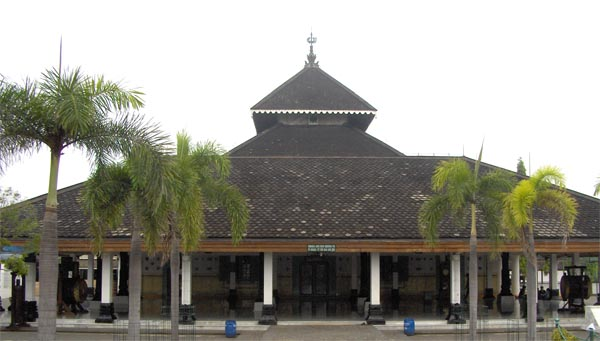
인도네시아 양식의 모스크 마스지드 아궁 데막
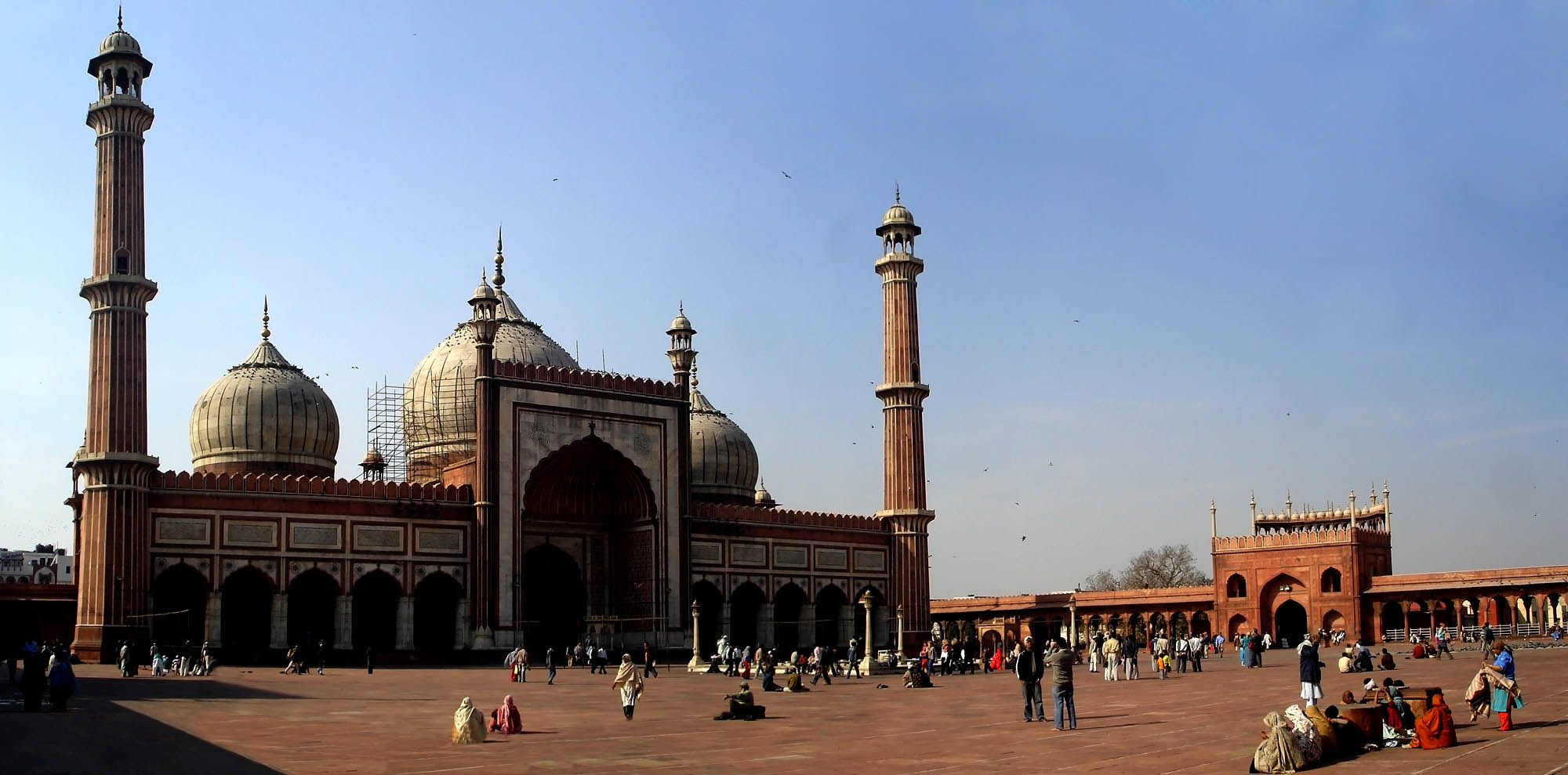
델리의 자마 마스지드